# پانس
پانس (انگلیسی: Ponsse) شرکت تجهیزات سنگین فنلاندی است، که در سال ۱۹۷۰ تأسیس شد.